# Marie de Cambolas
Marie de Cambolas, född 1694, död 1757, var en fransk abbedissa. Hon var grundare och den första föreståndaren av Comunauté des Religieuses Filles de Notre Dame du Cap-Français i Cap-Francais på Saint-Domingue 1731-1757. 
Marie de Cambolas föddes i Toulouse som dotter till François de Cambolas, ledamot av Parlamentet i Toulouse. Hennes bror blev även han parlamentsledamot i Toulouse, medan hon och hennes tre systrar alla blev nunnor. Hon gick år 1717 in i Ordre des Religieuses de Notre-Dames kloster i Toulouse. 
År 1731 blev hon ledare för den grupp nunnor som sändes iväg för att grunda ett nunnekloster i kolonin Cap-Francais i nuvarande Haiti; de anlände 1733. Det var Marie de Cambolas själv som hade framlagt förslaget att grunda en skola och asyl för flickor i kvinnor i kolonin, ett förslag hon lagt fram för prästen Fr. de Nouvelle, som i sin tur framgångsrikt lade fram det för kungen.  
De första åren på Haiti var svåra, då byggnaderna var otillräckliga för den tänkte verksamheten som flickskola och kvinnoasyl, och nunnorna led av tropiska sjukdomar, men Marie de Cambolas hade ett gott samarbete med och stöd i prästen Pierre Boutin, och från 1740 var klostret fast etablerat med asyl för behövande kvinnor och en skola för flickor, den enda i hela kolonin.  Marie de Cambolas ville undervisa även icke vita flickor, men detta tilläts initialt inte. Under det österrikiska tronföljdskriget hotades staden 1744 av brittiska fartyg, och då faran avvärjdes, tillskrev staden detta Marie de Cambolas förböner till Gud, och betraktades som stadens räddare. Som tack fick hon tillstånd att acceptera även icke vita elever i skolan.
Marie de Cambolas beskrivs som asketiskt lagd, och det nämns hur hon ägnade sig åt ovanligt stränga botgöringar där hon blandade aska i sin mat och tillät sig mycket lite sömn. 